# După nouă sau zece ore
După nouă sau zece ore este un film românesc din 2017 regizat de Răzvan Dutchevici. Rolurile principale au fost interpretate de actorii Andrei Ciopec, Cezar Grumăzescu, Mădălina Oprescu.

## Distribuție
Distribuția filmului este alcătuită din:
- Cezar Grumăzescu — Costan
- Mădălina Oprescu — Alina
- Cosmin Dominte — Briceag
- Andrei Ciopec — Lucian
- Mia Crișan — Roxana
- Gabriel Cilinca — Dl. Irinel